# Phillip Whitehead
Philipp Whitehead (Matlock Bath, 30 maggio 1937 – Chesterfield, 31 dicembre 2005) è stato un politico, produttore televisivo e scrittore britannico.

## Biografia
Laureato all'Exeter College, dell'Università di Oxford, lavorò come produttore di documentari freelance, poi nella seconda metà degli anni '60 fu editore per la BBC e la ITV. Tra il 1970 e il 1983 sedette alla Camera dei comuni, rappresentando il collegio elettorale di Derby North. Dopo aver perso le elezioni, tornò a lavorare in televisione e in questo periodo pubblicò diversi libri.
Nel 1994 fu eletto per la prima volta al Parlamento europeo nelle liste del Partito Laburista. Si ricandidò con successo alle successive elezioni europee del 1999 e del 2004. Fu, tra gli altri, presidente della Commissione per il mercato interno e la protezione dei consumatori (dal 2004) e membro del Gruppo Socialista. Morì durante la VI legislatura del Parlamento europeo.